# Kai Aage Ørnskov
Kai Aage Ørnskov (født 26. juni 1929, død 19. maj 2014 i Virum) var en dansk politiker, der fra 1987 til 2002 var borgmester i Lyngby-Taarbæk Kommune, valgt for Det Konservative Folkeparti.
Ørnskov, der var handelsuddannet, var blandt andet ansat som rejsesekretær i Det Konservative Folkeparti, blev siden organisationssekretær og var fra 1967 til 1975 partiets generalsekretær.
Han blev efter ved valget til den nye kommune i 1970 valgt til Lyngby-Taarbæk Kommunalbestyrelse, hvor han tre år efter blev viceborgmester. Ørnskov var bl.a. socialudvalgsformand, inden han i 1987 blev borgmester.
Kai Aage Ørnskov overtog borgmesterposten fra Ole Harkjær og overdrog den i 2002 til Rolf Aagaard-Svendsen.